# Attitude (álbum de April Wine)
Attitude es el decimotercer álbum de estudio de la banda de rock canadiense April Wine y fue publicado en 1993. Este álbum fue el primero de la banda desde su separación en los 80's.

## Lista de canciones
Todas las canciones fueron escritas por Myles Goodwyn, excepto donde se indica lo contrario.
1. "Givin it, Takin it" – 4:10
2. "Good From Far, Far From Good" – 3:38
3. "If You Believe in Me" (Myles Goodwyn y Monique Fauteux) – 4:17
4. "That's Love" – 3:55
5. "It Hurts" – 3:56
6. "Hour of Need" – 2:41
7. "Here's Looking at You Kid" – 4:07
8. "Better Slow Down" (Steve Segal y Myles Goodwyn) – 4:21
9. "Strange Kind of Love" – 4:03
10. "Can't Take Another Night" (Brian Greenway y Jeff Nystrom) – 4:05
11. "Luv Your Stuff" – 3:05
12. "Emotional Dreams" – 4:11
13. "Voice in My Heart" (S. Gray, T. Kennedy) – 4:02
14. "Girl in My Dreams" – 4:18

## Formación
- Myles Goodwyn - voz, guitarra y teclados
- Brian Greenway - guitarra, armónica y coros
- Steve Segal - guitarra
- Jim Clench - bajo y coros
- Jerry Mercer - batería y coros
- Jean St. Jacques - teclados
- George Lagios - teclados